# Erich Rutemöller
Erich Rutemöller (ur. 8 lutego 1945 w Recke) – niemiecki piłkarz, grający na pozycji obrońcy, trener piłkarski.

## Kariera piłkarska

### Kariera klubowa
W 1961 rozpoczął karierę piłkarską w SC Borussia Rheine. W 1968 przeszedł do SSV Köttingen. Od 1970 do 1973 występował w amatorskiej drużynie 1. FC Köln.

## Kariera trenerska
Karierę szkoleniowca rozpoczął trenując najpierw drużynę juniorską 1. FC Köln. Trenował kluby Bonner SC, 1. FC Köln i Hansa Rostock. Od 1994 do 2004 pomagał trenować reprezentację Niemiec, a potem do 2005 prowadził młodzieżową reprezentację Niemiec. Od 2008 do 2009 pracował z reprezentację Iranu. Potem był asystentem trenera Esteghlal Teheran. W marcu 2014 roku stał na czele reprezentację Afganistanu. W lutym 2015 został zastąpiony przez Slavena Skeledzica, a tymczasem skupił się na pracy z Olimpijską reprezentację U-23.